# IPadOS 14
IPadOS 14 is een mobiel besturingssysteem voor iPads dat is ontwikkeld door Apple Inc. en uitgebracht op 16 september 2020.

## Beschrijving
Verbeteringen zijn aangebracht aan onder meer App Clips, widgets, de visuele indeling in de gebruikersinterface, zoeken en Siri. Daarbij introduceert iPadOS 14 diverse privacyfuncties, zoals een geschatte locatie en kan de gebruiker toestemming geven voor Apptrackingtransparantie.

## Ondersteunde iPads
IPadOS 14 ondersteunt de volgende iPads:
- iPad Air 2
- iPad Air (derde generatie)
- iPad Air (vierde generatie)
- iPad (vijfde generatie)
- iPad (zesde generatie)
- iPad (zevende generatie)
- iPad (achtste generatie)
- iPad mini 4
- iPad mini (vijfde generatie)
- iPad Pro (alle modellen)